# Wuling Motors
Wuling Motors (кит. упр. 五菱汽车) — китайский автопроизводитель со штаб-квартирой в Лючжоу, основанный в 2007 году и принадлежащий компании Guangxi Auto.

## История
После того, как в 2002 году было создано совместное предприятие SAIC-GM-Wuling, производство всех автомобилей Wuling было передано именно этой организации, а компания Wuling Group осталась производителем запчастей и акционером в совместном предприятии. Ситуация изменилась в 2007 году, когда было принято решение о расширении портфеля Wuling Group за счёт создания филиала Wuling Motors. Помимо автомобилей Wuling, выпускаемых совместным предприятием SGMW, компания также начала параллельно использовать бренд Wuling в пользу других транспортных средств.
В 2015 году произошла очередная трансформация, в результате которой компания Wuling Group стала государственной автомобильной компанией под новым названием Guangxi Auto. Это повлекло за собой постепенное расширение предложения Wuling Motors, которое в 2020 году включило в себя электрический фургон на основе конструкции производства SGMW — модель EV50. Позже в модельный ряд добавились и другие транспортные средства.

## Модельный ряд

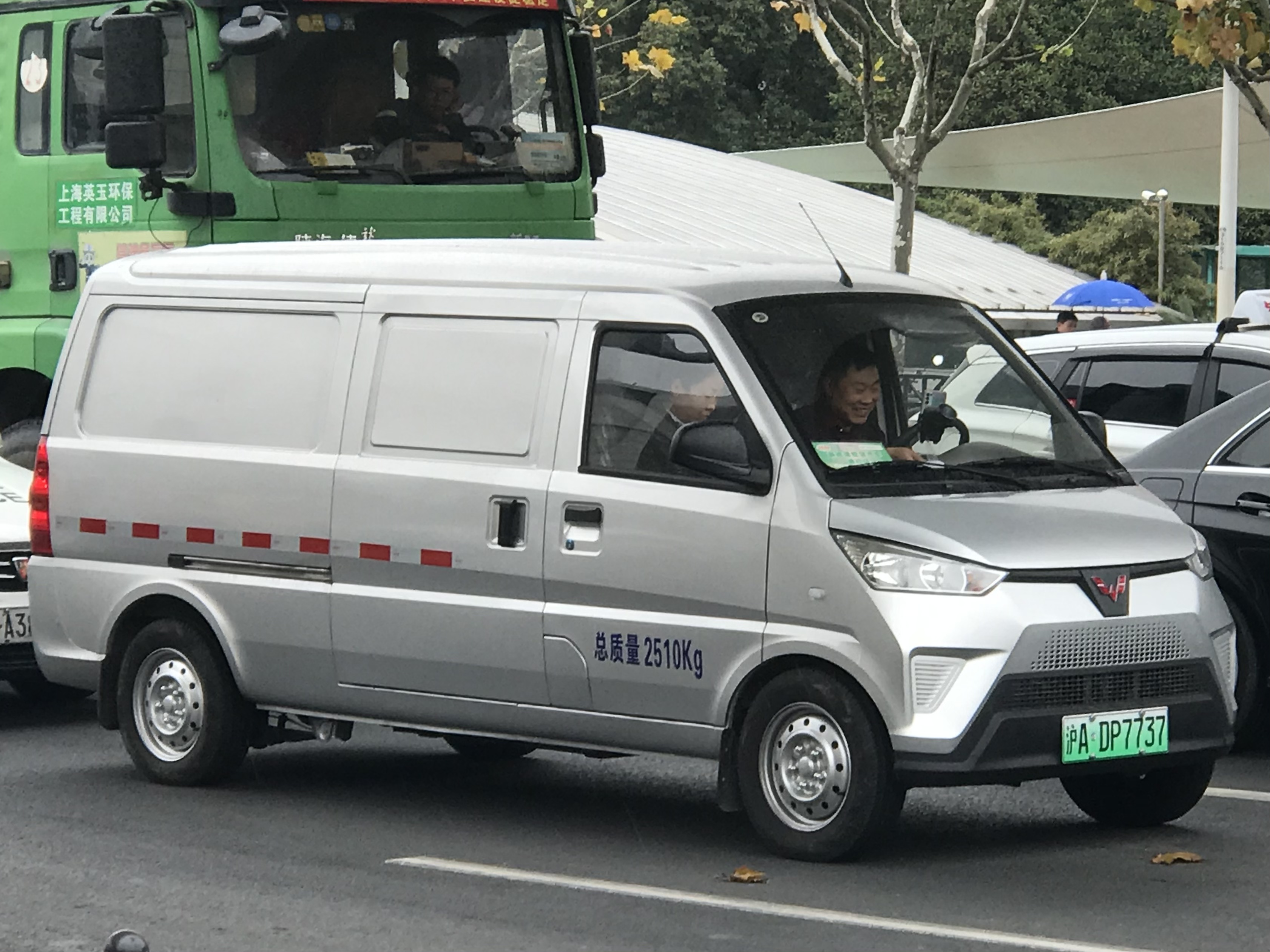
Wuling EV50

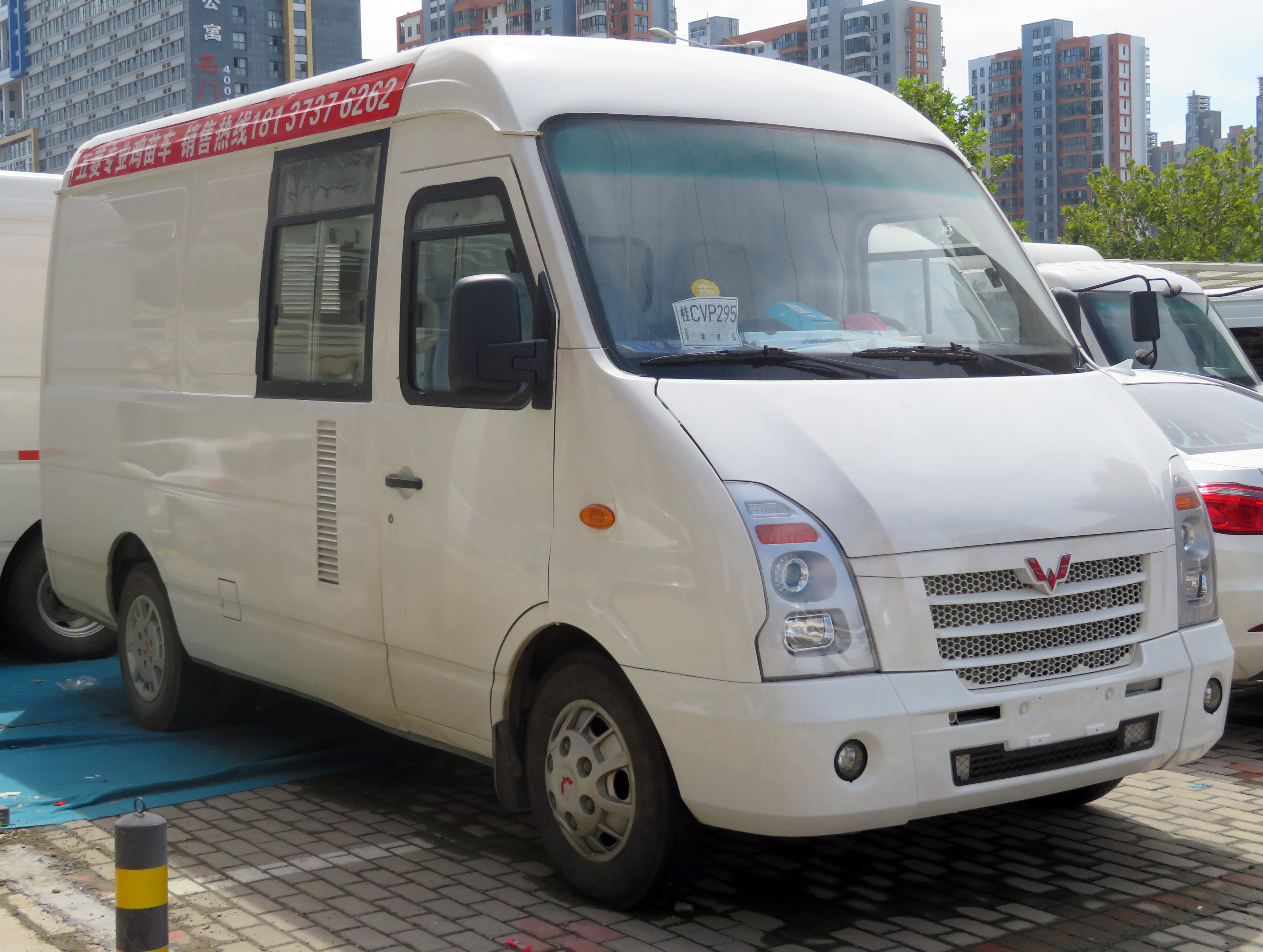
Wuling EV80

- EV50
- EV80
- S200
- S300
- Panda
- Business Bus
- Golf Car
- WLQ
- Weiwei
- L100